# Región de Pirkanmaa

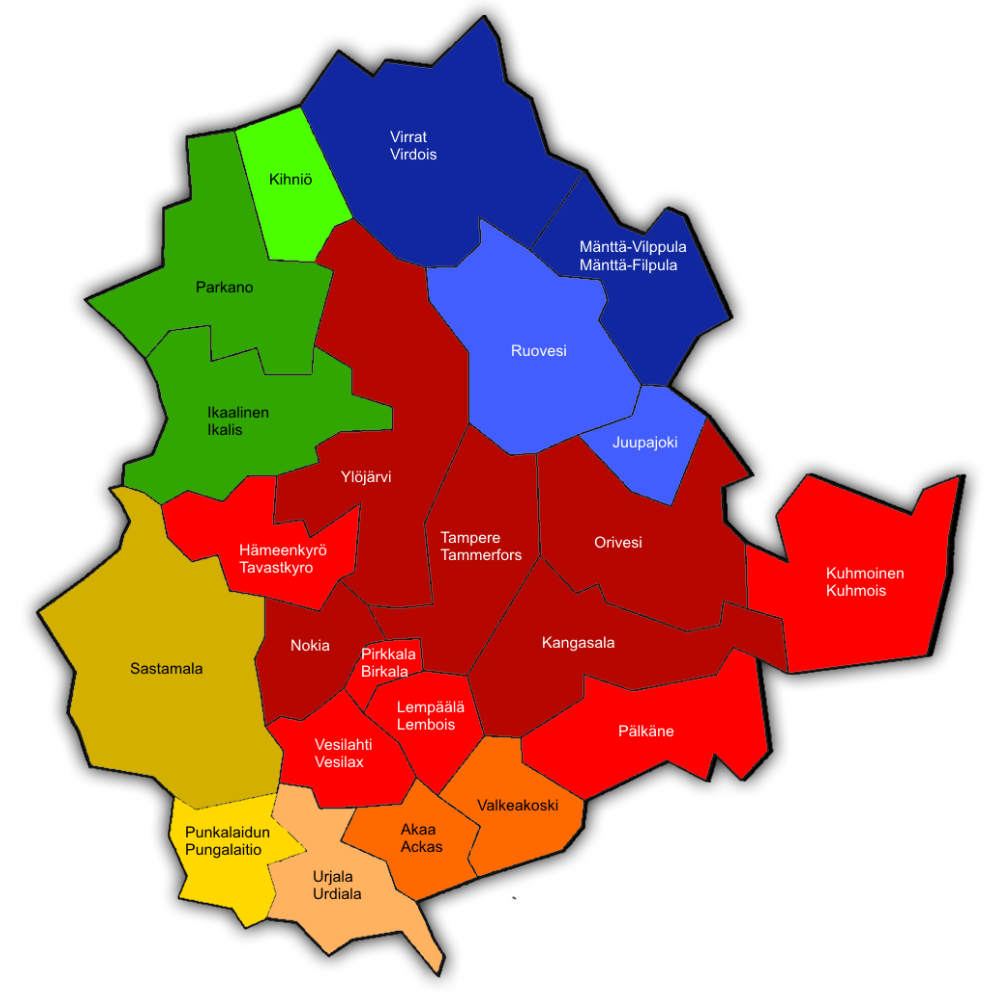
Pirkanmaa municipios

Pirkanmaa (en sueco:Birkaland) es una región de Finlandia. Comparte fronteras con Satakunta, Tavastia Propia, Päijänne Tavastia, Ostrobotnia del Sur y Finlandia Central.

## Municipios
Desde 2021 comprende 23 municipios (en negrita las doce ciudades):
- Akaa
- Hämeenkyrö
- Ikaalinen
- Juupajoki
- Kangasala
- Kihniö
- Kuhmoinen
- Lempäälä
- Mänttä-Vilppula
- Nokia
- Orivesi
- Pirkkala
- Parkano
- Punkalaidun
- Pälkäne
- Ruovesi
- Sastamala
- Tampere
- Urjala
- Valkeakoski
- Vesilahti
- Virrat
- Ylöjärvi